# Zimbabwe Tri-Nation Series 2025
Die Zimbabwe Tri-Nation Series 2025 war ein Cricket-Turnier das in Simbabwe im Twenty20 International-Cricket zwischen dem 14. und 26. Juli 2025 ausgetragen wurde. Neben dem Gastgeber nahmen die Nationalmannschaften aus Neuseeland und Südafrika teil. Neuseeland gewann das Wettbewerb mit 3 Runs im Finale gegen Südafrika.

## Vorgeschichte
Simbabwe und Südafrika spielten zuvor eine Tour gegeneinander, für Neuseeland war es die erste Tour in der Saison gleich bevor eine Tour in Simbabwe.

## Format
In einer Gruppe spielt jede Mannschaft gegen jede andere zwei Mal. Für einen Sieg gibt es zwei, für ein Unentschieden oder No Result einen Punkt. Die zwei bestplatzierten Mannschaften bestimmen den Sieger des Wettbewerbs in dem Finale.

## Stadion
Als Austragungsort wurde das folgende Stadion ausgewählt.
| Stadion            | Stadt  | Kapazität | Spiele                |
| ------------------ | ------ | --------- | --------------------- |
| Harare Sports Club | Harare | 10.000    | 1. – 6. Spiel; Finale |

## Kaderlisten
Die Kader wurden kurz vor dem Turnier bekanntgegeben.
| ODI | ODI | ODI |
| Simbabwe | Neuseeland | Südafrika |
| --- | --- | --- |
| - Sikandar Raza (K) - Brian Bennett - Ryan Burl - Trevor Gwandu - Clive Madande (wk) - Wessly Madhevere - Tinotenda Maposa - Wellington Masakadza - Vincent Masekesa - Tony Munyonga - Tashinga Musekiwa - Blessing Muzarabani - Dion Myers - Richard Ngarava - Newman Nyamhuri - Tafadzwa Tsiga (wk) | - Mitchell Santner (K) - Finn Allen - Michael Bracewell - Mark Chapman - Devon Conway - Jacob Duffy - Zak Foulkes - Mitchell Hay - Matt Henry - Bevon Jacobs - Adam Milne - Daryl Mitchell - James Neesham - Will O’Rourke - Glenn Phillips - Rachin Ravindra - Tim Robinson - Tim Seifert (wk) - Ish Sodhi | - Rassie van der Dussen (K) - Corbin Bosch - Dewald Brevis - Nandre Burger - Gerald Coetzee - Reeza Hendricks - Rubin Hermann (wk) - George Linde - Kwena Maphaka - Senuran Muthusamy - Lungi Ngidi - Nqaba Peter - Lhuan-dre Pretorius (wk) - Andile Simelane |

## Spiele
Tabelle
| Teams      | Sp. | S | N | NR | P | NRR    |
| ---------- | --- | - | - | -- | - | ------ |
| Neuseeland | 4   | 4 | 0 | 0  | 8 | +2.200 |
| Südafrika  | 4   | 2 | 2 | 0  | 4 | +0.012 |
| Simbabwe   | 4   | 0 | 4 | 0  | 0 | −2.253 |

Spiele
| 14. Juli Scorecard | Harare | Simbabwe 141-6 (20)             | – | Südafrika 142-5 (15.5) |
|                    |        | Südafrika gewinnt mit 5 Wickets |   |                        |

Südafrika gewann den Münzwurf und entschied sich als Schlagmannschaft zu beginnen. Als Spieler des Spiels wurde Dewald Brevis ausgezeichnet.
| 16. Juli Scorecard | Harare | Neuseeland 173-5 (20)          | – | Südafrika 152 (18.2) |
|                    |        | Neuseeland gewinnt mit 21 Runs |   |                      |

Südafrika gewann den Münzwurf und entschied sich als Feldmannschaft zu beginnen. Als Spieler des Spiels wurde Tim Robinson ausgezeichnet.
| 18. Juli Scorecard | Harare | Simbabwe 120-7 (20)              | – | Neuseeland 122-2 (13.5) |
|                    |        | Neuseeland gewinnt mit 8 Wickets |   |                         |

Neuseeland gewann den Münzwurf und entschied sich als Feldmannschaft zu beginnen. Als Spieler des Spiels wurde Devon Conway ausgezeichnet.
| 20. Juli Scorecard | Harare | Simbabwe 144-6 (20)             | – | Südafrika 145-3 (17.2) |
|                    |        | Südafrika gewinnt mit 7 Wickets |   |                        |

Südafrika gewann den Münzwurf und entschied sich als Feldmannschaft zu beginnen. Als Spieler des Spiels wurde Rubin Hermann ausgezeichnet.
| 22. Juli Scorecard | Harare | Südafrika 134-8 (20)             | – | Neuseeland 135-3 (15.5) |
|                    |        | Neuseeland gewinnt mit 7 Wickets |   |                         |

Neuseeland gewann den Münzwurf und entschied sich als Feldmannschaft zu beginnen. Als Spieler des Spiels wurde Tim Seifert ausgezeichnet.
| 24. Juli Scorecard | Harare | Neuseeland 190-6 (20)          | – | Simbabwe 130 (18.5) |
|                    |        | Neuseeland gewinnt mit 60 Runs |   |                     |

Neuseeland gewann den Münzwurf und entschied sich als Schlagmannschaft zu beginnen. Als Spieler des Spiels wurde Ish Sodhi ausgezeichnet.
Finale
| 26. Juli Scorecard | Harare | Neuseeland 180-5 (20)         | – | Südafrika 177-6 (20) |
|                    |        | Neuseeland gewinnt mit 3 Runs |   |                      |

Südafrika gewann den Münzwurf und entschied sich als Feldmannschaft zu beginnen. Als Spieler des Spiels wurde Matt Henry ausgezeichnet.